# Рахимов, Ганиятолла Байбазарович
Ганиятолла Байбазарович Рахимов (род. 12 апреля 1939 года) — старший чабан колхоза «Коктальский» Маканчинского района Семипалатинской области, Казахская ССР. Герой Социалистического Труда (1990).
Указом № 227 Президента СССР Михаила Сергеевич Горбачёва «О присвоении звания Героя Социалистического Труда работникам агропромышленного комплекса Казахской ССР» от 6 июня 1990 года «за достижение выдающихся результатов в увеличении производства и продажи государству продукции животноводства на основе применения интенсивных технологий и передовых методов организации труда» удостоен звания Героя Социалистического Труда с вручением ордена Ленина и золотой медали «Серп и Молот».